# Kikuchi, Kumamoto
Kikuchi (菊池市 Kikuchi-shi) là một thành phố thuộc tỉnh Kumamoto, Nhật Bản. Thành phố được thành lập ngày 01 tháng 8 năm 1958. Ngày 22 tháng 3 năm 2005, thành phố mở rộng thêm sau khi sáp nhập các đơn vị hành chánh khác gồm Kyokushi, Shichijo và Shisui.
Đến năm 2006, dân số thành phố là 52.646 người trên diện tích 276,66 km², mật độ 190.3 người/ km².